# East Midlands Counties Football League 2015–16
East Midlands Counties Football League 2015–16 là mùa giải thứ 8 trong lịch sử East Midlands Counties Football League ở Anh.

## East Midlands Counties League
Giải đấu bao gồm 20 đội sau việc Bardon Hill thăng hạng Midland League Premier Division, và Mickleover Royals gia nhập giải khi được thăng hạng từ Central Midlands League South Division.
Mickleover Royals sau đó rút lui, đã thi đấu và giành chiến thắng 4 trận. Thành tích của họ đã bị xóa bỏ.

### Bảng xếp hạng
| XH | Đội                        | Tr | T  | H  | T  | BT  | BB  | HS   | Đ    | Lên hay xuống hạng            |
| -- | -------------------------- | -- | -- | -- | -- | --- | --- | ---- | ---- | ----------------------------- |
| 1  | St Andrews (C) (P)         | 36 | 28 | 2  | 6  | 115 | 29  | +86  | 86   | Lên chơi tạiBậc 5             |
| 2  | Radford                    | 36 | 25 | 4  | 7  | 105 | 41  | +64  | 79   |                               |
| 3  | Ashby Ivanhoe              | 36 | 24 | 5  | 7  | 86  | 33  | +53  | 77   |                               |
| 4  | South Normanton Athletic   | 36 | 24 | 5  | 7  | 84  | 34  | +50  | 77   |                               |
| 5  | Aylestone Park             | 36 | 21 | 5  | 10 | 84  | 54  | +30  | 68   |                               |
| 6  | Anstey Nomads              | 36 | 18 | 10 | 8  | 63  | 52  | +11  | 64   |                               |
| 7  | Blaby & Whetstone Athletic | 36 | 18 | 5  | 13 | 85  | 57  | +28  | 59   |                               |
| 8  | Holbrook Sports            | 36 | 17 | 6  | 13 | 67  | 53  | +14  | 57   |                               |
| 9  | Borrowash Victoria         | 36 | 18 | 1  | 17 | 72  | 69  | +3   | 55   |                               |
| 10 | Radcliffe Olympic          | 36 | 16 | 6  | 14 | 70  | 56  | +14  | 54   |                               |
| 11 | Graham Street Prims        | 36 | 16 | 5  | 15 | 68  | 67  | +1   | 53   |                               |
| 12 | Stapenhill                 | 36 | 12 | 6  | 18 | 51  | 64  | −13  | 42   |                               |
| 13 | Barrow Town                | 36 | 10 | 10 | 16 | 55  | 61  | −6   | 40   |                               |
| 14 | Gedling Miners Welfare     | 36 | 9  | 8  | 19 | 51  | 65  | −14  | 35   |                               |
| 15 | Kimberley Miners Welfare   | 36 | 9  | 6  | 21 | 43  | 83  | −40  | 33   |                               |
| 16 | Holwell Sports             | 36 | 8  | 7  | 21 | 52  | 97  | −45  | 31   |                               |
| 17 | Ellistown & Ibstock United | 36 | 8  | 5  | 23 | 44  | 94  | −50  | 29   |                               |
| 18 | Arnold Town                | 36 | 7  | 4  | 25 | 48  | 118 | −70  | 022a |                               |
| 19 | Greenwood Meadows          | 36 | 3  | 2  | 31 | 25  | 141 | −116 | 010b |                               |
| 20 | Mickleover Royals          | 0  | 0  | 0  | 0  | 0   | 0   | 0    | 0    | Rút lui, thành tích bị xóa bỏ |

Cập nhật đến ngày 30 tháng 4 năm 2016
Nguồn: East Midlands League website
a Arnold Town bị trừ 3 điểm vì không sắp xếp được lịch thi đấu
b Greenwood Meadows bị trừ 1 điểm vì đưa vào sân một cầu thủ không hợp lệ
Quy tắc xếp hạng: 1. Điểm; 2. Hiệu số bàn thắng; 3. Số bàn thắng.
(VĐ) = Vô địch; (XH) = Xuống hạng; (LH) = Lên hạng; (O) = Thắng trận Play-off; (A) = Lọt vào vòng sau. 
Chỉ được áp dụng khi mùa giải chưa kết thúc: 
(Q) = Lọt vào vòng đấu cụ thể của giải đấu đã nêu; (TQ) = Giành vé dự giải đấu, nhưng chưa tới vòng đấu đã nêu.